# Samuel Roth
Samuel Roth (* 1893 in Galizien; † 1974 in New York) war ein US-amerikanischer Verleger und Schriftsteller. In den USA wurde er durch seinen  Kampf gegen die Zensur, insbesondere erotischer Literatur, bekannt, in Deutschland auch als Herausgeber der angeblich von Nietzsche stammenden Schrift My Sister and I.

## Leben und Wirken
Roth wurde 1893 in einem Schtetl am Osthang der Karpaten in eine arme, orthodox-jüdische Familie geboren. 1905 wanderte sein Vater, ein einfacher Schneider, mit seiner Familie aus diesem östlichsten Teil der k.u.k. Monarchie in die USA aus und lebte in New Yorks Manhattan auf der Lower East Side in großer Armut. Der jugendliche Samuel Roth schloss sich anarchistischen Gruppen in Greenwich Village an und war mit Alexander Berkman, Emma Goldman und anderen damals in New York wirkenden bekannten Anarchisten befreundet. Mit seinem ebenfalls sozial engagierten Landsmann Frank Tannenbaum verband ihn eine enge Freundschaft. Tannenbaum, der an der Columbia University lehrte, verschaffte Roth 1916 ein Stipendium, durch das er dort zwei Semester studieren konnte. Er konnte sein Studium jedoch nicht fortsetzen und gab dann, zusammen mit Tannenbaum, eine literarische Zeitschrift, The Lyric, heraus. Darin veröffentlichte er auch eigene Gedichte and Essays, die von angesehenen Kollegen, etwa von Ezra Pound und Edwin Arlington Robinson, gelobt wurden. Schließlich eröffnete er, zur Sicherung seiner Existenz, eine Schule, in der Immigranten Englisch gelehrt wurde. Zu dieser Zeit, um 1920, löste Roth sich von seinen anarchistischen Freunden, die eine syndikalistische Richtung vertraten, und bezog selbst eine quasi individualanarchistische Position, d. h., er entschied sich für den Kampf gegen den Staat als Unterdrücker der Meinungs- und Informationsfreiheit, den er bis zu seinem Lebensende führte.
Roth, der im Alter von fünfzehn Jahren mit seinen Eltern gebrochen hatte und seither auf sich selbst gestellt war, eröffnete 1918 einen kleinen Buchladen in Greenwich Village, der schnell eine Art Künstlerkneipe wurde. Finanziell war der Laden kein Erfolg, so dass ihn Roth gern aufgab, als ihm 1920 vom New York Herald die Stelle des Literaturkorrespondenten in London angeboten wurde. In dieser Position knüpfte Roth zahlreiche Kontakte zu jungen englischen Literaten, von denen einige später zu Ruhm gelangten. Aufgrund dieser Beziehungen gründete er, zurück in New York, mehrere literarische Magazine, etwa Beau, das als erstes amerikanisches Männermagazin und Vorläufer von Esquire gelten kann. Sie konnten sich jedoch nicht lange behaupten.
In seiner nachfolgenden Zeitschrift Two Worlds druckte Roth James Joyce’ Roman Ulysses als Fortsetzungsserie ab. Dieser war damals sowohl in England als auch in den Vereinigten Staaten wegen obszöner Stellen verboten und stand deshalb in diesen Ländern auch nicht unter dem Schutz des Urheberrechts. Er wurde in Frankreich gedruckt und von der Pariser Buchhandlung Shakespeare and Company vertrieben. Obwohl insbesondere von englischen und amerikanischen Lesern stark nachgefragt, war es wegen strenger Kontrollen für diese kaum möglich, an ein Exemplar zu kommen. Hier schaffte Roth Abhilfe, indem er den Roman an einigen Stellen in der Wortwahl etwas entschärfte und als Serie in einem Privatdruck herauszugeben begann. Das rief die französische Verlegerin Sylvia Beach auf den Plan, die zahlreiche Schriftsteller, darunter einige sehr prominente, dazu brachte, einen Protestbrief zu unterzeichnen, in dem nicht die Zensur in England und den USA, sondern der vermeintlich illegale Druck des Werks durch Roth angeprangert wird. Diese Kampagne, an der allerdings wichtige Autoren, wie George Bernard Shaw, Aldous Huxley, Ezra Pound und John Cowper Powys, nicht teilnahmen, bewirkte die Abstempelung Roths zum literarischen Paria,  obwohl der Vorwurf gegen ihn juristisch fragwürdig war.
Auch James Joyce selbst ging schließlich rechtlich gegen Roth vor, obwohl er am Ende, nachdem infolge diverser Verfahren 1934 der Ulysses in den USA freigegeben wurde, Nutznießer von Roths Vorgehen in einer riskanten rechtlichen Grauzone geworden ist. Roth druckte, getarnt oder offen, seit Mitte der 1920er Jahre immer wieder Bücher und kleinere Schriften nach, die in den USA, meist wegen obszöner Inhalte von der Zensur verboten waren, darunter auch später hochberühmte Werke wie Lady Chatterley’s Lover von D. H. Lawrence, oft aber auch eindeutige Pornographie. Von der New Yorker „Gesellschaft zur Bekämpfung des Lasters“ wurde er deshalb mit fanatischem Eifer verfolgt und viele Male in Gerichtsverfahren verwickelt. Insgesamt hat Roth mehr als zehn Jahre wegen seiner verlegerischen Aktivitäten in Gefängnissen gesessen, „ehrenwerte Strafen“ verbüßt, wie er stolz bemerkte.
1934 schrieb Roth aus Verärgerung über die Geschäftspraktiken seiner etablierten jüdischen Verlegerkollegen während der großen Wirtschaftskrise ein Buch, Jews Must Live, das oft als antisemitisch und Ausdruck von jüdischem Selbsthass angegriffen wurde.
1951 brachte Roth als Verleger einen Text heraus, den er bereits 1926 in Two Worlds angekündigt hatte, aber nicht mehr abdruckte: das vorgeblich von Friedrich Nietzsche während seiner Zeit im Irrenhaus verfasste Werk My Sister and I, in dem unter anderem die intime sexuelle Beziehung zu seiner Schwester Elisabeth Förster-Nietzsche geschildert wird. Das Werk wurde sofort von dem damals in den USA renommiertesten Nietzsche-Kenner Walter Kaufmann als Fälschung bezeichnet. Roth bestritt dies, konnte aber die Authentizität des Textes nicht beweisen.
1955 wurde Roth wegen des Postversandes von obszönem Material – erotische Literatur und Aktfotografien – angeklagt. In dem folgenden Prozess, der in die US-Rechtsgeschichte als Roth vs. United States einging, entschied der Supreme Court mit sechs gegen drei Stimmen, dass obszönes Material zwar nicht generell durch den 1. Zusatzartikel zur Verfassung der Vereinigten Staaten gedeckt ist, aber Kunst, Literatur und wissenschaftliche Forschung durch den Artikel geschützt sind, auch wenn sie sexuelle Inhalte behandeln. Dies war ein Meilenstein in der US-Rechtsgeschichte. Gleichwohl wurde Roth für seine Delikte noch nach den alten Gesetzen verurteilt, diesmal sogar als Wiederholungstäter, zu fünf Jahren Haft. Während in den folgenden Jahren frühere Pornographie-Urteile aufgehoben wurden, saß Roth im Gefängnis und hätte sich nun, wie Gay Talese schreibt, „die Bücher, denen er seinen Aufenthalt dort unter anderem verdankte, völlig legal durch die Post zuschicken lassen können.“
Schon während seiner langen Haftzeit verschwand Roth weitgehend aus dem öffentlichen Bewusstsein. Die Erinnerung an den Mann, der durch das Verfahren Roth vs. United States entscheidend dazu beigetragen hatte, dass Werke der Weltliteratur wie Henry Millers Tropic of Cancer oder William S. Burroughs’ Naked Lunch in den USA erscheinen konnten, wurde erst infolge der Gesetzesinitiativen zur Einschränkung der Meinungs- und Informationsfreiheit, die nach dem „11. September“ auf den Weg gebracht wurde, wieder geweckt. Im Bostoner Phoenix erschien ein längerer Artikel, in dem Roths Karriere zwar kritisch ins Gedächtnis gerufen wird, aber schließlich anerkennt: ”Wir sollten Roth wegen der amerikanischsten seiner Eigenschaften gedenken: seiner Weigerung, Gesetze hinzunehmen, die er intuitiv als falsch erkannte. Roths ausdauernden Kämpfen mit behördlichen Institutionen verdanken wir viele der heutigen publizistischen Freiheiten“, die heute wieder vom Staat bedroht seien.

## Eigene Schriften (Auswahl)
- First offering. A book of sonnets and lyrics. New York: Lyric Publishing Co. 1917.
- Europe. A book for America. [Verses] New York: Boni & Liveright 1919.
- Now and forever. A conversation with Mr. Israel Zangwill on the Jew and the future. With a preface by Mr. Zangwill, the text by S. Roth. New York: Robert M. McBride & Co. 1925.
- Stone walls do not, the chronicle of a captivity. New York: William Faro 1930
- The Private Life of Frank Harris. New York: William Faro 1931
- Lady Chatterley’s husbands. An anonymous sequel to the celebrated novel, Lady Chatterley’s lover. New York: William Faro 1931.
- Songs out of season. New York: William Faro 1932.
- Jews must live. An account of the persecution of the world by Israel ... Illustrated by John Conrad. New York: Golden Hind Press [1934.]
- The peep-hole of the present. An inquiry into the substance of appearance. Pref. by Arthur Eddington. New York: The Philosophical Book Club 1945
- Halfway.  A poem of our time. New York: [s.n.] 1947.
- Bumarap; the story of a male virgin. New York: Arrowhead Books 1947
- Apotheosis; the Nazarene in our world. New York: Bridgehead Books 1957
- My friend Yeshea. Published for the Friends of Mishillim by Bridgehead Books, New York [1961]

## Verlegte Titel  (Auswahl)
- John Hamill: The strange career of Mr. [Herbert] Hoover under two flags. New York: William Faro 1931
- Clement Wood: The Woman that was Pope. New York: William Faro 1931
- D. H. Lawrence: Lady Chatterley’s Lover. (The Samuel Roth edition) New York: William Faro 1932
- Norman Lockridge: The sexual conduct of men & women. With a minority report on Prof. Kinsey by Gershon Legman. New York: Bridgehead Books 1948
- Milton Hindus: [Céline] – The crippled giant; a bizarre adventure in contemporary letters. New York: Boar’s Head Books, 1950 (mehrere Nachauflagen in anderen Verlagen)
- Friedrich Nietzsche: My Sister and I. Translated and introduced by Dr. Oscar Levy. New York: Boar’s Head Books 1951 (sowohl Haupttext als auch Einleitung werden allgemein als Fälschung betrachtet; dennoch zahlreiche Nachauflagen in anderen Verlagen und Übersetzungen in mehrere Sprachen)
- Norman Lockridge: Lese majesty; the private lives of the Duke & Duchess of Windsor. New York: Boar’s Head Books 1952
- Longus: The pastoral loves of Daphnis and Chloe.  Done into English by George Moore; introduction by Samuel Roth. New York: Boar’s Head Books 1953
- Maxwell Bodenheim: My life and loves in Greenwich Village. New York: Bridgehead Books 1954
- George Sylvester Viereck: Men into beasts. New York: Bridgehead Books 1955 (mehrere Nachauflagen in anderen Verlagen)
- Violations of the child Marilyn Monroe. By her psychiatrist friend. [Prelude signed by H. P. S.] New York: Bridgehead Books 1962
- Arthur Sainer: The sleepwalker and the assassin; a view of the contemporary theatre. New York: Bridgehead Books 1964

## Nachweise
1. ↑  Die Geschichte wird vor allem in Joyce-Biographien dargestellt, z. B. in der von Richard Ellmann (1959ff). Gegen die Darstellung darin wandte sich die Tochter Roths, die Zugang zu bisher unbenutzten Dokumenten hatte, in: Adelaide Kugel: "Wroth Wrackt Joyce." Samuel Roth and the "not quite unauthorized edition of "Ulysses". Joyce Studies Annual 3 (1992), 242–248
2. ↑  Die verwickelte Geschichte ist geschildert u. a. in: Herbert Gorman: James Joyce. Sein Leben und sein Werk. (1948) Hamburg: Claassen 1957, S. 303–323; Vgl. a. Adelaide Kugel: "Wroth Wrackt Joyce." Samuel Roth and the "not quite unauthorized edition of "Ulysses". Joyce Studies Annual 3 (1992), 242–248
3. ↑  Leo Hamalian: The Secret Careers of Samuel Roth. In: Journal of Popular Culture, vol. 1, no. 4 (Spring 1968), pp. 317–338
4. ↑  Das Buch und Kommentare dazu online: Jews must live;
Auszüge aus diesem Buch wurden übersetzt in: Georg Leibbrandt: Jüdische Weltpolitik in Selbstzeugnissen. München: Eher Nachf. 1938
5. ↑  Die Nietzsche-Forschung folgte generell Kaufmanns Auffassung und nahm von dem Werk kaum noch Notiz. Dennoch gab es einzelne seriöse Stimmen, die sowohl die verworrene Geschichte, die sich um das Buch und seine Entstehung rankt, als auch dessen Inhalt einer genaueren Analyse für wert befanden (siehe My Sister and I).
6. ↑  Roth vs. United States
7. ↑  Vgl. Kapitel 6 von Gay Talese: Thy Neighbor’s Wife. (1980); deutsche Ausgabe: Du sollst begehren. Berlin: Rogner & Bernhard 2007, S. 122–145
8. ↑  Michael Bronski: Hero with a dirty face. (Memento des Originals vom 23. März 2009 im Internet Archive)  Info: Der Archivlink wurde automatisch eingesetzt und noch nicht geprüft. Bitte prüfe Original- und Archivlink gemäß Anleitung und entferne dann diesen Hinweis. In: The Phoenix (Boston), 15th and 22nd August 2002

| Personendaten    | Personendaten                                 |
| ---------------- | --------------------------------------------- |
| NAME             | Roth, Samuel                                  |
| KURZBESCHREIBUNG | US-amerikanischer Verleger und Schriftsteller |
| GEBURTSDATUM     | 1893                                          |
| GEBURTSORT       | Galizien                                      |
| STERBEDATUM      | 1974                                          |
| STERBEORT        | New York City                                 |